# Brandon Rush
Brandon Leray Rush (* 7. Juli 1985 in Kansas City, Missouri) ist ein US-amerikanischer Basketballspieler.

## Karriere

### College
Rush spielte College-Basketball für die University of Kansas. In seiner Freshman-Saison (seiner ersten Saison an diesem College) dort begann er jedes Spiel als Small Forward. Er konnte 13,5 Punkte und 5,9 Rebounds in dieser Spielzeit verbuchen und wurde zum ersten Freshman, der jemals in das First Team All-Big 12 gewählt wurde. Der nächste Spieler, dem das gelang, war Kevin Durant für die Texas Longhorns. Er hätte bei der NBA-Draft 2007 teilgenommen, aber Verletzungen hielten ihn davon ab. So blieb er in Kansas. Nach seiner Rückkehr in die Starting Five nach der Verletzung gewann er mit seinem Team den NCAA-Division-I-Basketball-Championship-Title 2008.

### NBA
Bei der NBA-Draft 2008 wurde Rush an 13. Stelle von den Portland Trail Blazers gedraftet, also ausgewählt, um kurz darauf für Jerryd Bayless und Ike Diogu gemeinsam mit Jarrett Jack und Josh McRoberts zu den Indiana Pacers getradet zu werden.
Am 19. Dezember 2011 wurde Rush für Louis Amundson zu den Golden State Warriors getradet.
Am 1. August 2012 verlängerte Rush seinen Vertrag um zwei Jahre. Er erlitt am 2. November 2012, im Spiel gegen die Memphis Grizzlies, eine schwere Verletzung, die ihn für den Rest der Saison ausfallen ließ. Am 10. Juli 2013 wurde er gemeinsam mit Richard Jefferson und Andris Biedrins zu den Utah Jazz transferiert. Bei den Jazz konnte jedoch Rush an seine Leistungen aus Warriorzeiten nicht anknüpfen und verließ die Jazz nach Saisonende.
Er unterschrieb daraufhin wieder bei den Golden State Warriors einen Zweijahresvertrag, mit denen er in der Saison 2014/15 den Titel gewann.
Am 6. Juli 2016 unterschrieb Rush einen Einjahresvertrag bei den Minnesota Timberwolves.

### Europa
In der Saison 2019/2020 unterzeichnete Rush einen Vertrag beim griechischen Erstligisten Larisa BC. Mit 40 erfolgreich erzielten 3-Punkte-Würfen und einer Trefferquote von 46,51 %, war Rush unter den Top-5-3-Punkte-Werfern der Liga. Am 26. August 2020 verlängerte Rush seinen Vertrag um ein weiteres Jahr und erzielte mit 55 erfolgreichen Dreiern, die meisten während der Regular Saison.

## Erfolge
- 1 × NBA-Meister: 2015

## Sonstiges
Sein Bruder Kareem Rush spielte ebenfalls zwischen 2003 und 2010 in der NBA.